# Osimani y Llerena
Osimani y Llerena ist eine Ortschaft im Westen Uruguays.

## Geographie
Osimani y Llerena befindet sich auf dem Gebiet des Departamento Salto in dessen Sektor 2. Der Ort liegt dabei nordwestlich von Colonia 18 de Julio, südwestlich von Parque José Luis und nördlich der Departamento-Hauptstadt Salto.

## Einwohner
Die Einwohnerzahl von Osimani y Llerena beträgt 67 (Stand: 2011), davon 33 männliche und 34 weibliche. Für die vorhergehenden Volkszählungen der Jahre 1963, 1975, 1985, 1996 und 2004 sind beim Instituto Nacional de Estadística de Uruguay keine Daten erfasst worden.
| Jahr | Einwohner |
| ---- | --------- |
| 1996 | -         |
| 2004 | -         |
| 2011 | 67        |

Quelle: Instituto Nacional de Estadística de Uruguay